# Cantonul Blangy-le-Château
Cantonul Blangy-le-Château este un canton din arondismentul Lisieux, departamentul Calvados, regiunea Basse-Normandie, Franța.

## Comune
| Comune                    | Populație (1999) | Cod poștal | Cod INSEE |
| ------------------------- | ---------------- | ---------- | --------- |
| Les Authieux-sur-Calonne  | ...              | 14130      | 14032     |
| Blangy-le-Château         | ...              | 14130      | 14077     |
| Bonneville-la-Louvet      | ...              | 14130      | 14085     |
| Le Breuil-en-Auge         | ...              | 14130      | 14102     |
| Le Brévedent              | ...              | 14130      | 14104     |
| Coquainvilliers           | ...              | 14130      | 14177     |
| Le Faulq                  | ...              | 14130      | 14261     |
| Fierville-les-Parcs       | ...              | 14130      | 14269     |
| Manerbe                   | ...              | 14340      | 14398     |
| Manneville-la-Pipard      | ...              | 14130      | 14399     |
| Le Mesnil-sur-Blangy      | ...              | 14130      | 14426     |
| Norolles                  | ...              | 14100      | 14466     |
| Saint-André-d'Hébertot    | ...              | 14130      | 14555     |
| Saint-Philbert-des-Champs | ...              | 14130      | 14644     |
| Le Torquesne              | ...              | 14130      | 14694     |